# Peter Demens
Piotr Alexeïevich Dementiev
Peter Demens, né le 13 mai (1er mai dans le calendrier julien) 1850 et mort le 21 janvier 1919, né Piotr Alexeïevich Dementiev (Пётр Алексеевич Дементьев), est un noble russe qui a émigré en 1881 aux États-Unis et qui y est devenu agriculteur, propriétaire d'une scierie et d'un chemin de fer, et l'un des fondateurs de St. Petersburg, en Floride.